# David Spiehs
David Spiehs (* 11. August 1974 in München) ist ein österreichischer Filmproduzent.
Sein Vater Karl Spiehs leitete seit 1967 die Produktionsfirma Lisa Film, die zahlreiche Kino- und Fernsehfilme herstellte. David Spiehs’ Mutter Angelika Ott spielte in vielen dieser Streifen als Hauptdarstellerin und in Nebenrollen mit. Inzwischen übernimmt David Spiehs die Angelegenheiten seines Vaters, so leitete er u. a. für die Degeto die Produktion der  Filme Hochwürden wird Papa (2002) mit Hans Clarin und Fritz Wepper, Alles Glück dieser Erde (2003) mit Uschi Glas und Maximilian Schell, Traumhotel Thailand (2003) Christian Kohlund, Traumhotel Bali (2004) mit Ruth Maria Kubitschek, Die Liebe eines Priesters (2005) mit Erol Sander und Maximilian Schell, König der Herzen (2005) mit Florian Silbereisen,  Mord in bester Gesellschaft (2006) mit Fritz Wepper und dessen Tochter Sophie sowie mehrere Teile der Reihe Die Alpenklinik (2006–2009) mit Erol Sander und der Erfolgsreihe der ARD Das Traumhotel (Dominikanische Republik, Malaysien, Thailand – Chiang Mai, Malediven u. a.).
Von 2010 bis 2014 hat David Spiehs die Geschäftsführung der Lisa Film übernommen. Seit dem 1. Juli 2014 ist er Geschäftsführer von Event Film.